# 川辺隆弥
川辺 隆弥（かわなべ たかや、1988年12月22日 - ）は、埼玉県出身の元プロサッカー選手。ポジションはMF。

## 来歴
上里FC、大宮アルディージャユースを経て、2007年トップチームに昇格。金澤慎、木村聡、西村陽毅に次いで、4人目となった選手である。
しかし、出場機会が得られず、2009年12月2日、契約満了により退団。来シーズンの契約を更新しないことが発表された。
2010年は、ブラジル、パラグアイなどのチーム練習試合に参加していたが、無所属状態という結果となった。
2011年より、7シーズンぶりにSリーグへ復帰したタンジョン・パガー・ユナイテッドFCに加入した。同チームではキャプテンを務め、 リーグのオールスターメンバーにも選出された。
2013年1月、ラトビア・ヴィルスリーガ所属のFCユールマラのキャンプに参加し、トレーニングマッチにおける好プレーが評価されてユールマラと契約した。
2013年8月、モンテネグロのFKムラドスト・ポドゴリツァへ移籍。
2014年2月、ボスニア・ヘルツェゴビナ・プレミイェル・リーガのFKルダル・プリイェドルに移籍した。
2015年、自らのFacebook、twitterで引退を発表。
引退後は公益財団法人日本サッカー協会JFAこころのプロジェクト（夢先生）スペシャルアシスタントをしながら様々な活動をしている。

## 所属クラブ
ユース経歴
- 2001年 - 2003年 上里FC
- 2004年 - 2006年 大宮アルディージャユース（細田学園高等学校）

プロ経歴
- 2007年 - 2009年  大宮アルディージャ
- 2011年 - 2012年  タンジョン・パガー・ユナイテッドFC
- 2013年1月 - 同年8月  FCユールマラ
- 2013年8月 - 2014年2月  FKムラドスト・ポドゴリツァ
- 2014年2月 - 同年8月  FKルダル・プリイェドル

## 個人成績
| 国内大会個人成績 | 国内大会個人成績 | 国内大会個人成績 | 国内大会個人成績 | 国内大会個人成績 | 国内大会個人成績 | 国内大会個人成績 | 国内大会個人成績 | 国内大会個人成績 | 国内大会個人成績 | 国内大会個人成績 | 国内大会個人成績 |
| 年度             | クラブ           | 背番号           | リーグ           | リーグ戦         | リーグ戦         | リーグ杯         | リーグ杯         | オープン杯       | オープン杯       | 期間通算         | 期間通算         |
| 年度             | クラブ           | 背番号           | リーグ           | 出場             | 得点             | 出場             | 得点             | 出場             | 得点             | 出場             | 得点             |
| 日本             | 日本             | 日本             | 日本             | リーグ戦         | リーグ戦         | リーグ杯         | リーグ杯         | 天皇杯           | 天皇杯           | 期間通算         | 期間通算         |
| ---------------- | ---------------- | ---------------- | ---------------- | ---------------- | ---------------- | ---------------- | ---------------- | ---------------- | ---------------- | ---------------- | ---------------- |
| 2007             | 大宮             | 24               | J1               | 0                | 0                | 1                | 0                | 0                | 0                | 1                | 0                |
| 2008             | 大宮             | 24               | J1               | 0                | 0                | 0                | 0                | 0                | 0                | 0                | 0                |
| 2009             | 大宮             | 24               | J1               | 0                | 0                | 1                | 0                | 0                | 0                | 1                | 0                |
| シンガポール     | シンガポール     | シンガポール     | シンガポール     | リーグ戦         | リーグ戦         | リーグ杯         | リーグ杯         | シンガポール杯   | シンガポール杯   | 期間通算         | 期間通算         |
| 2011             | タンジョン       | 10               | Sリーグ          | 31               | 7                | 1                | 1                | 1                | 0                | 33               | 8                |
| 2012             | タンジョン       | 10               | Sリーグ          | 22               | 7                | 3                | 0                | 1                | 0                | 26               | 7                |
| ラトビア         | ラトビア         | ラトビア         | ラトビア         | リーグ戦         | リーグ戦         | リーグ杯         | リーグ杯         | ラトビア杯       | ラトビア杯       | 期間通算         | 期間通算         |
| 2013             | ユールマラ       | 8                | ヴィルスリーガ   |                  |                  |                  |                  |                  |                  |                  |                  |
| モンテネグロ     | モンテネグロ     | モンテネグロ     | モンテネグロ     | リーグ戦         | リーグ戦         | リーグ杯         | リーグ杯         | ツルノゴルスキ杯 | ツルノゴルスキ杯 | 期間通算         | 期間通算         |
| 2013-14          | ムラドスト       |                  | 1部              |                  |                  |                  |                  |                  |                  |                  |                  |
| 通算             | 日本             | 日本             | J1               | 0                | 0                | 2                | 0                | 0                | 0                | 2                | 0                |
| 通算             | シンガポール     | シンガポール     | Sリーグ          | 53               | 14               | 4                | 1                | 2                | 0                | 59               | 15               |
| 通算             | ラトビア         | ラトビア         | ヴィルスリーガ   |                  |                  |                  |                  |                  |                  |                  |                  |
| 通算             | モンテネグロ     | モンテネグロ     | 1部              |                  |                  |                  |                  |                  |                  |                  |                  |
| 総通算           | 総通算           | 総通算           | 総通算           | 53               | 14               | 6                | 1                | 2                | 0                | 61               | 15               |

- 公式戦初出場 - 2007年4月4日 ナビスコカップ第3節 対柏レイソル戦 (日立台)